# Giovanni Andrea Ansaldo
Giovanni Andrea Ansaldo (n. 1584, Voltri⁠(d), Liguria, Italia – d. 18 august 1638, Genova, Republica Genova) a fost un pictor italian activ în principal la Genova.

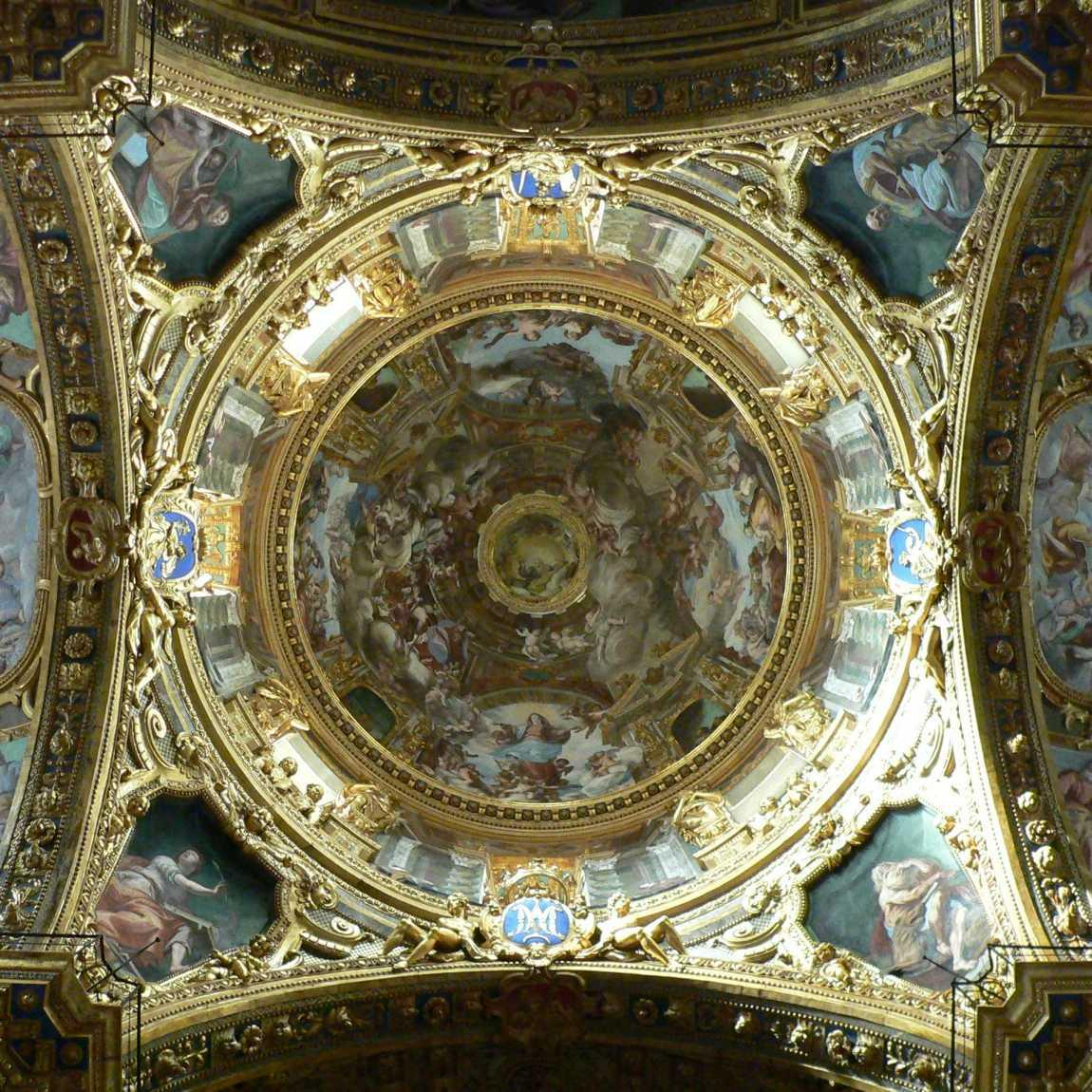
Domul Annunziata, Genova.

## Viața
Ansaldo s-a născut în Voltri⁠(d), care în prezent face parte din comuna Genova, fiul unui negustor. A fost pregătit de Orazio Cambiasi⁠(d) și, este posibil să fi colaborat cu Bernardo Strozzi⁠(d).
Doi dintre elevii săi au fost Giuseppe Badaracco⁠(d) și Bartolomeo Bassi⁠(d). Unul dintre urmașii săi a fost Innocenzo Ansaldo din Pescia (12 februarie 1734 - 16 februarie 1816).
A murit la Genova și probabil a fost înmormântat în aceeași biserică Annunziata.

## Muncă

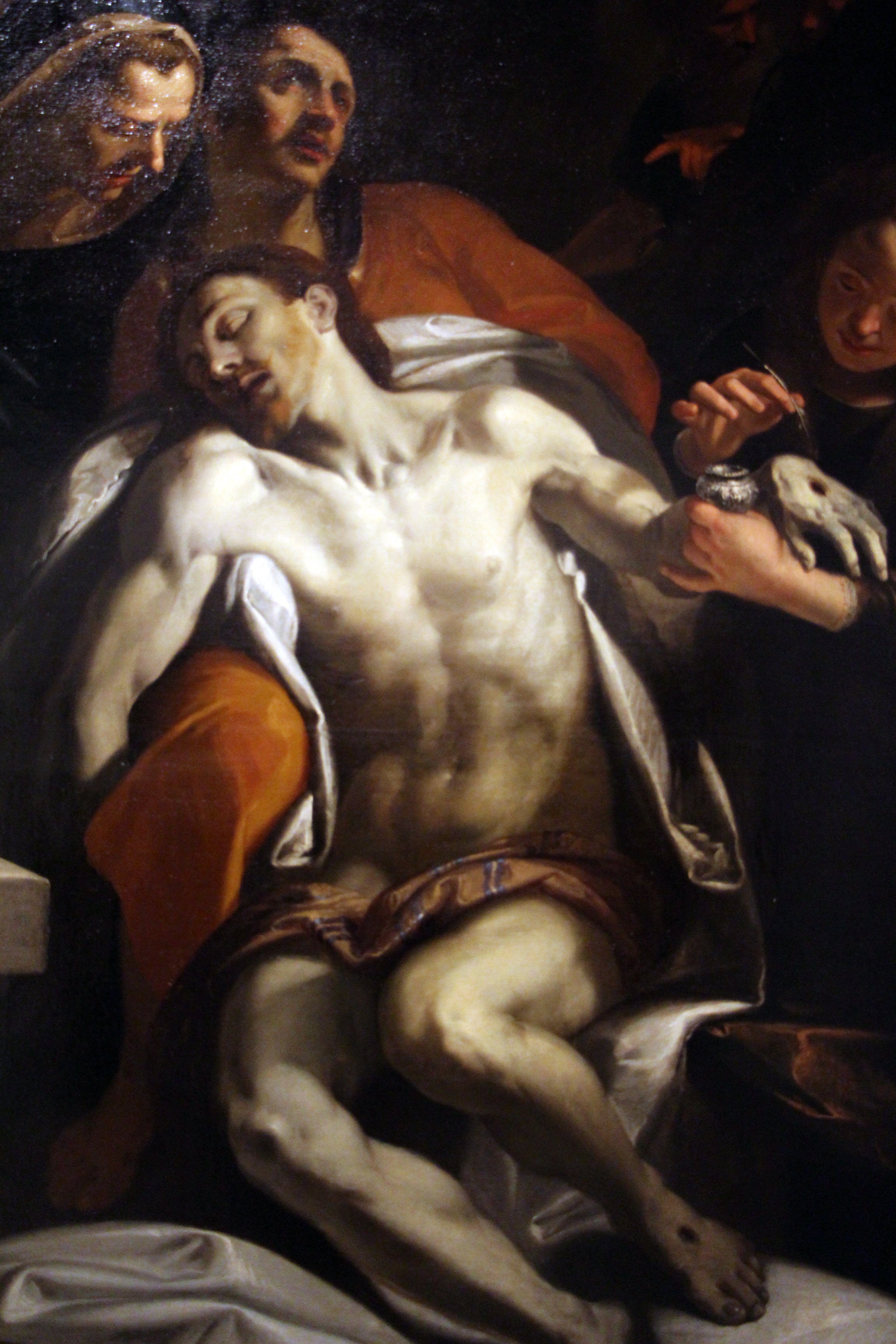
Depunerea de pe Cruce

Doar câteva dintre lucrările lui Ansaldo sunt datate sau documentate, dar majoritatea picturilor enumerate în publicația din 1768 a istoricului de artă timpurie Raffaello Soprani⁠(d) despre artiștii din Genova Le vite de' pittori, scultori, ed architetti genovesi au supraviețuit. Ele acoperă o perioadă de peste 20 de ani.
Lucrările lui Ansaldo sunt tipice eclectismului genovez de la începutul secolului al XVII-lea, influențate de artiști flamanzi precum Rubens și Anthony van Dyck și de milanezii Giovanni Battista Crespi⁠(d), Giulio Cesare Procaccini⁠(d) și il Morazzone⁠(d).
Ansaldo a fost responsabil pentru decorarea în frescă a cupolei Basilica della Santissima Annunziata del Vastato⁠(d) din Genova, finalizată în perioada 1635–1638, chiar înainte de moartea sa. Fresca sa Buna Vestire este considerată prima pictură barocă adevărată din oraș. 
Retablurile de la Ansaldo au fost comandate pentru Catedrala din Segovia. O Depunere se află în prezent în Accademia Linguistica din Genova.